# Imperio chalukya de Occidente
El Imperio chalukya de Occidente dominó la mayoría de la parte occidental de la meseta del Decán, en la India meridional, entre los siglos X y XII. Era una dinastía kannadiga a la que también se llama en ocasiones chalukya de Kalyani, porque su capital se hallaba en esta ciudad (hoy llamada Basavakalyan, en Karnataka) y también chalukyas posteriores, por su relación teórica con la dinastía chalukya de Badami del siglo VI. La dinastía se llama «occidental» para diferenciarla de la contemporánea de los chalukyas orientales de Vengi, una dinastía distinta. Antes del surgimiento de los chalukyas, el Imperio rashtrakuta de Manyajeta controló la mayor parte del Decán y de la India central durante más de dos siglos. En el 973, aprovechando el desorden reinante en el Imperio rashtrakuta tras la invasión de su capital por el soberano de la dinastía paramara de Malwa, Tailapa II, un vasallo de los rashtrakuta que gobernaba en la región de Bijapur, derrotó a sus señores y fijó su capital en Manyajeta. La dinastía pronto se fortaleció y se convirtió en un imperio durante el reinado de Someshvara I, que trasladó la capital a Kalyani.
Durante más de un siglo, los dos imperios de la India meridional, el de los chalukyas occidentales y el de la dinastía Chola de Thanjavur disputaron numerosas y feroces guerras por el dominio de la fértil región de Vengi. En esos conflictos, los chalukyas orientales de Vengi, primos lejanos de los chalukyas occidentales, pero con lazos matrimoniales con los cholas, tomaron partido por estos últimos, lo que complicó todavía más la situación política en la región. Durante el reinado de Vikramaditya VI, a finales del siglo XI y principios del XII, los chalukyas occidentales prevalecieron en sus luchas con los cholas y alcanzaron el apogeo, enseñoreándose de territorios que se extendían por la mayor parte del Decán, entre el Narmada al norte y Kaveri al sur. Sus hazañas no se limitaban al sur de la península: ya como príncipe, durante el reinado de Someshvara I, había emprendido campañas militares que le llevaron hasta Bihar y Bengala. Durante este periodo, las otras familias gobernantes importantes del Decán, los Hoysalas, los Seuna Yadavas de Devagiri, la dinastía kakatiya y los kalachuri meridionales, estaban sometidos a los chalukyas occidentales y únicamente lograron sacudirse la autoridad de estos cuando su poder decayó durante la segunda mitad del siglo XII.
Los chalukyas occidentales inventaron un estilo arquitectónico tildado hoy como de transición, intermedio entre el estilo de la dinastía chalukya y el del posterior Imperio hoysala. La mayoría de sus monumentos se encuentran en los distritos limítrofes del río Tungabhadra, en la Karnataka central. Algunos ejemplos famosos son: el templo de Kasivisvesvara en Lakkundi, el de Mallikarjuna en Kuruvatti, el de Kallesvara en Bagali y el de Mahadeva en Itagi. Fue un periodo importante en el desarrollo de bellas artes en la India meridional, especialmente para la literatura, ya que los reyes de la dinastía protegieron a los escritores que escribían en la lengua nativa, el canarés, y en sánscrito.

## Historia

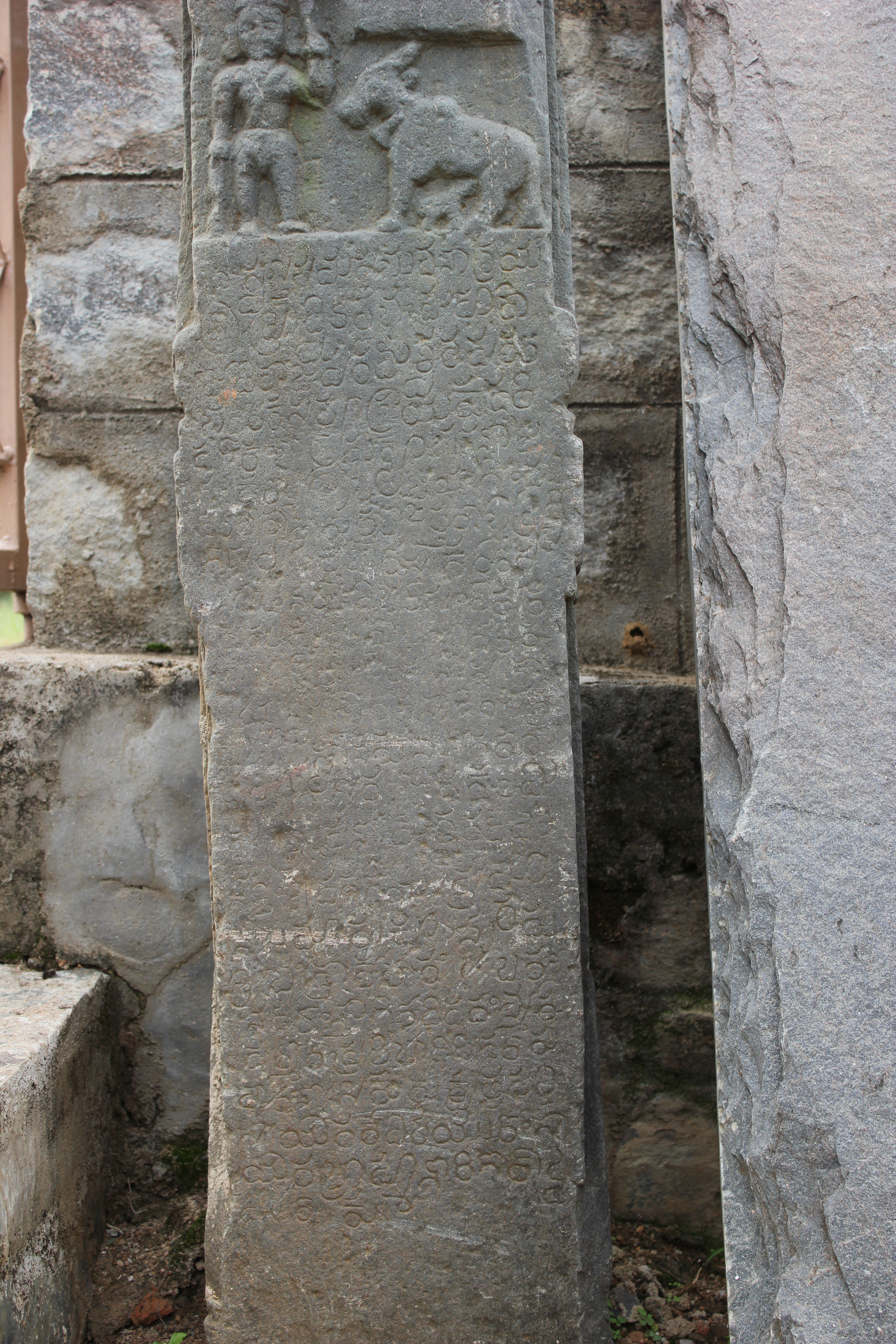
Antigua inscripción canarés fechada en el 1028, del reinado de Jayasimha II, en el templo de Praneshvara en Talagunda, en el distrito de Shivamogga.

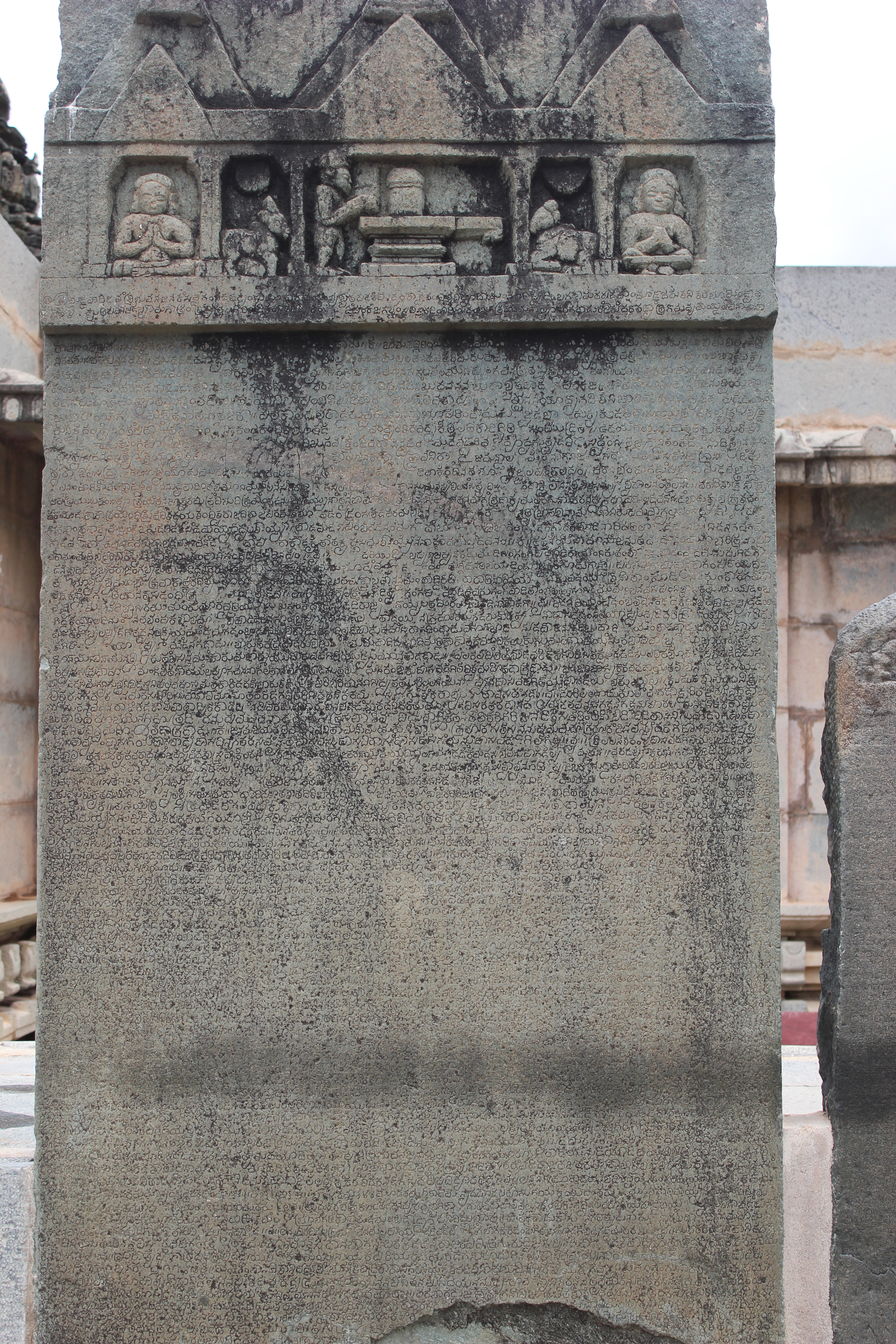
Antigua inscripción en canarés fechada en 1057 ANUNCIO de King Someshvara yo en Kalleshwara Templo, Alquiler Hadagali en Bellary distrito

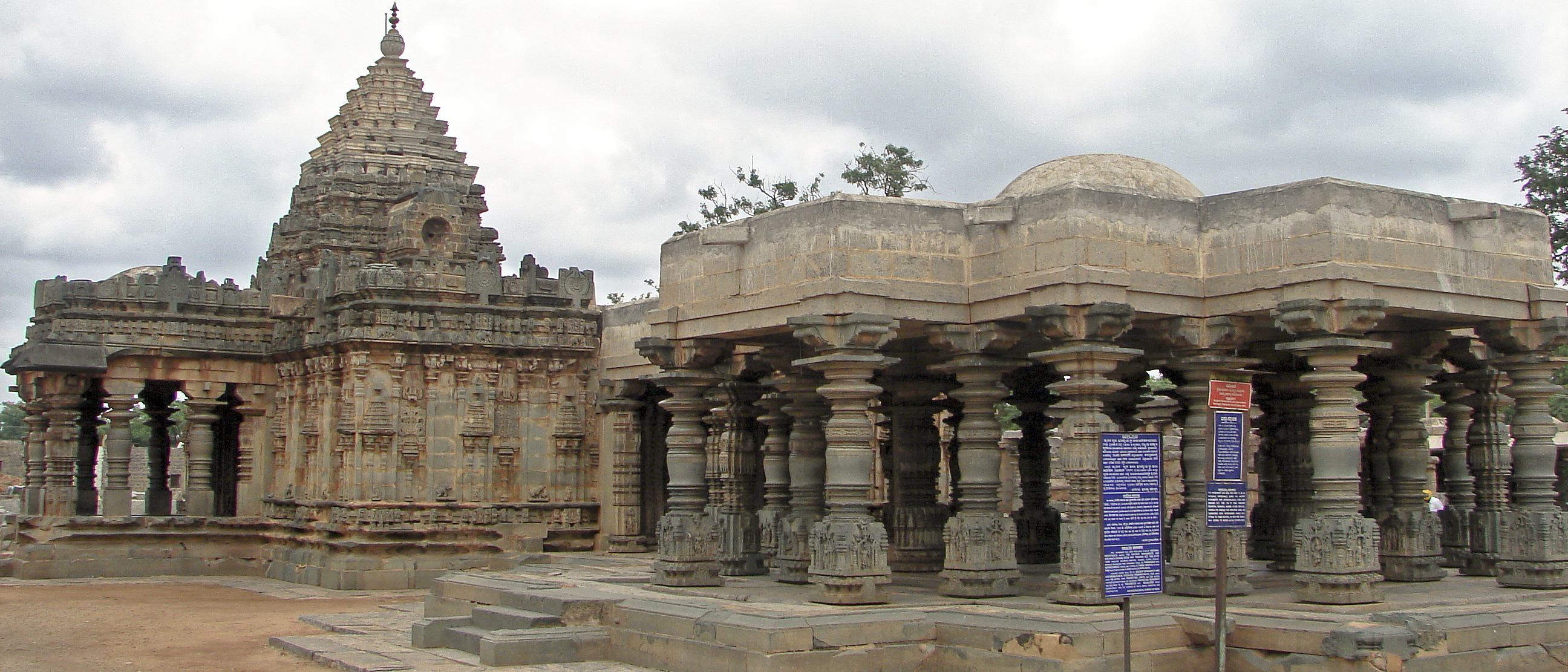
El templo de Mahadeva en Itagi en el distrito de Koppal, en Karnataka.

El conocimiento de la historia de los chalukyas occidentales proviene del estudio de las numerosas inscripciones en lengua canarés de los reyes (los expertos Sheldon Pollock y Jan Houben afirman que el 90 % de las inscripciones reales chalukyas están escritas en canarés), y del estudio de documentos contemporáneos de la literatura chalukya occidental como el Gada Yuddha (982) de Ranna —también en canarés— y el Vikramankadeva Charitam (1120) de Bilhana —en sánscrito—. El registro más temprano data del 957, durante el reinado de Tailapa II cuando aún los chalukyas occidentales eran vasallos de los rashtrakutas y Tailapa II gobernaba en Tardavadi, en el moderno distrito de Bijapur, en Karnataka. El origen de los reyes chalukyas occidentales es aún incierto. Una teoría, basada en documentos de la época, algunas inscripciones y el hecho de que los chalukyas occidentales empleaban nombre y títulos utilizados por la dinastía chalukya del siglos VI, afirma que los primeros pertenecieron al mismo linaje que los segundos; por el contrario, otras inscripciones de la época parecen indicar que los chalukyas occidentales eran una dinastía sin relación alguna con los antiguos chalukyas.
Los registros indican que pudo existir una rebelión fallida de un reyezuelo chalukya, Chattigadeva de la provincia de Banavasi (hacia el 967), aliado a algunos jefes Kadamba. Aunque esta fracasó, facilitó el que más tarde su sucesor Tailapa II se independizase. En efecto, algunos años más tarde, Tailapa II recuperó el poder en la zona y derrotó a los rashtrakutas durante el reinado de Karka II, aprovechando el desorden en el imperio causado por la invasión paramara de la capital (Manyakheta) del 973. Después de vencer a los rashtrakutas, Tailapa II trasladó la capital a Manyajeta y consolidó el dominio chalukya del Decán occidental, sometiendo a los paramara y a otros adversarios y extendiendo su control a los territorios entre el río Narmada y el Tungabhadra. A pesar de esta expansión, algunas inscripciones indican que Balagamve en Mysore fue un centro político rival hasta 1042, ya durante el reinado de Someshvara I.
La rivalidad intensa entre el reino del Decán occidental y los de la región tamil se acentuó en el siglo XI pues ambas partes deseaban dominar la fértil región entre los ríos Krishna y Godavari llamada Vengi (la costa del moderno estado de Andhra Pradesh). Los chalukyas occidentales y la dinastía chola libraron varias duras contiendas por el control de esta zona estratégica. El poder de los cholas se afianzó durante el reinado del famoso monarca Rajaraja Chola I y del príncipe Rajendra Chola I. Los chalukyas orientales de Vengi eran primos de los occidentales, pero la influencia de los cholas creció por los lazos maritales que unían a los dos reinos. Como esto perjudicaba a los chalukyas occidentales, estos no dudaron en intervenir política y militarmente en Vengi. Cuando Satyashraya sucedió en el trono a Tailapa II, logró proteger su reino de las agresiones de los chola y también los territorios del norte en Konkan y Guyarat, a pesar de que su control de Vengi era débil. El sucesor de Satyashraya, Jayasimha II, libró muchas batallas con los cholas en el sur alrededor de 1020-21 pues ambos reinos deseaban escoger al nuevo monarca de Vengi. Poco después, en torno al 1024, Jayasimha II sometió a los paramara de la India central y al rebelde rey Yadava Bhillama.
Según los registros, se sabe que Jayasimha, hijo de Someshvara I cuyo reinado el historiador Sen considera un periodo brillante de la historia de la dinastía, trasladó la capital a Kalyani hacia el 1042. Continuaron las hostilidades con los cholas en las que la suerte favoreció alternativamente a las dos partes; ninguna perdió grandes territorios en la pugna por colocar un monarca títere en el trono de Vengi. En el 1068, Someshvara I, que sufría una enfermedad incurable, se suicidó ahogándose en el río Tungabhadra (Paramayoga). A pesar de los abundantes conflictos con los cholas en el sur, Someshvara había logrado mantener el control de los territorios septentrionales de Konkan, Gujarat, Malwa y Kalinga. Su sucesor, su primogénito Someshvara II, tuvo que diputarse el trono con su hermano menor Vikramaditya VI, un guerrero ambicioso que había sido gobernador de Gangavadi en el Decán meridional al principio del reinado de su hermano. Antes del 1068, Vikramaditya VI, aún príncipe, había invadido Bengala y debilitado así el Imperio pala. Estas incursiones permitieron el surgimiento de dinastías karnata como la de sena y varman en Bengala, y la de nayanadeva en Bihar. Casado a una princesa chola (una hija de Vira Rajendra Chola), Vikramaditya VI mantuvo una alianza esta dinastía. Cuando murió el rey chola en el 1070, Vikramaditya VI invadió el reino tamil y entregó el trono a su cuñado Adhirajendra, lo que desencadenó un conflicto con Kulothunga Chola i, el poderoso soberano de Vengi que lo deseaba para sí. Al mismo tiempo, Vikramaditya VI minaba la posición de su hermano Someshvara II, y se confabulaba con los vasallos de la dinastía: los hoysala, los seuna y los kadambas de Hangal. Previendo el estallido de la guerra civil, Someshvara II se alió con los enrmigos de su hermano, Kulothunga Chola I y los kadambas de Goa. Cuando por fin se desencadenó la guerra entre los dos hermanos en el 1076, Vikramaditya VI resultó vencedor y se proclamó soberano del Imperio chalukya.
El reinado de cincuenta años de Vikramaditya VI, el más destacado de los últimos chalukya, fue un periodo importante de la historia de Karnataka que los historiadores denominan «era Vikrama Chalukya».  Este soberano controló eficazmente a sus vasallos, tanto del norte (Kadamba Jayakesi II de Goa, Silhara Bhoja y el rey yadava) como del sur (Hoysala Vishnuvardhana), y se enfrentó con fortuna a los cholas, a los que derrotó en la batalla de Vengi en el 1093 y nuevamente en 1118. Conservó este territorio durante muchos años, a pesar los continuos intentos de los cholas por arrebatárselo. La victoria de Vengi redujo la influencia chola en el Decán oriental e hizo a Vikramaditya señor de los territorios que se extienden entre el río Kaveri al sur el Narmada al norte; estas conquistas le granjearon los títulos de Permadideva y Tribhuvanamalla («señor de tres mundos«). Los estudiosos contemporáneos lo ensalzaron tanto por su habilidad militar, como por su interés en las bellas artes y su tolerancia religiosa. La literatura floreció durante su reinado y estudiosos que escribían tanto en canarés como en sánscrito se congregaban en su corte. El poeta Bilhana, que provenía de la lejana Cachemira, alabó al rey en su conocida obra Vikramankadeva Charita. Vikramaditya VI no fue solamente un guerrero capaz, sino también un rey devoto, como atestiguan las numerosas inscripciones que registran su mecenazgo y protección de sabios y centros religiosos.
El conflicto continuo con los cholas agotó tanto a estos como a los chalukyas, lo que dio oportunidad a sus vasallos a rebelarse. En las décadas que siguieron al fallecimiento de Vikramaditya VI en 1126, el imperio fue menguando paulatinamente, al tiempo que los vasallos aumentaban en autonomía y dominaban cada vez más territorio. Entre 1150 y 1200 se sucedieron las batallas sangrientas entre los chalukyas y sus vasallos, que además se enfrentaban entre ellos. En tiempos de Jagadhekamalla II, los chalukyas perdieron Vengi y su sucesor, Tailapa III, fue derrotado por el rey kakatiya Prola en 1149. Tailapa III fue apresado y más tarde liberado, lo que afectó al prestigio de la dinastías. Aprovechando la decadencia de los chalukyas, los hoysalas y seunas también aumentaron su territorio a costa del imperio. El hoysala Narasimha I derroté y mató a Tailapa III, pero no pudo vencer a los kalachuris, que le disputaban el control de la región. En 1157 el kalachuri Bijjala II conquistó Kalyani y la ocupó durante veinte años, lo que obligó a los chalukyas a trasladar la capital a Annigeri, en el moderno distrito de Dharwad.
Los kalachuris se habían establecido en el Decán meridional provenientes de la India central y se llamaban a sí mismos Kalanjarapuravaradhisavaras. Bijjala II y sus antepasados habían gobernado como comandantes chalukyas (Mahamandaleshwar) en las provincias de Karhad-4000 y Tardavadi-1000 (que ocupan territorios de las modernas Karnataka y Maharashtra) con Mangalavada o Annigeri como capital. El registro Chikkalagi de Bijjala II de 1157 le denomina Mahabhujabala Chakravarti («emperador de recios brazos y hombros»), indicando que ya no era vasallo de los chalukyas. Sin embargo, los sucesores de Bijjala II no fueron capaces de mantenerse en Kalyani y su gobierno en la región acabó en 1183, cuando el último de los chalukyas, Someshvara IV, trató de restarurar el imperio y recuperó Kalyani. En este choque, el rey kalachuri Sankama murió a manos del general chalukya Narasimha. Esto coincidió con el auge del ambicioso hoysala Veera Ballala II, que se enfrentó en varias ocasiones con los chalukyas y con los demás rivales que se disputaban el territorio del imperio. Aunque derrotó al chalukya Someshvara IV y al seuna Bhillama V y se apoderó de ampliasregiones del valle del Krishna, no logró batir a los kalachuris. También los seunas de Bhillama V trataban de extender su territorio cuando los chalukyas recuperaron Kalyani. Aunque su expansión se detuvo temporalmente cuando los derrotó el general chalukya general Barma en 1183, la retomaron a partir de 1189.
Los intentos de Someshvara IV de restaurar el Imperio chalukya fracasaron; los reyes Seuna gobernantes enviaron al exilio a Someshvara IV, a Banavasi en 1189. Después de que la caída de los chalukyas, los seunas y los hoysalas continuaron disputándose la región del Krishna en 1191, conflicto en el que la suerte favoreció alternativamente a los dos bandos enfrentados. En este periodo desaparecieron dos grandes imperios, el de los chalukyas occidentales del Decán y el de los cholas de Tamilakam. En los territorios que estos habían dominado surgieron reinos de sus antiguos vasallos cuyos conflictos llenaron los anales de la historia del Decán durante más de cien años; los Pandyas controlaron algunas regiones del antiguo Imperio chola.

## Administración

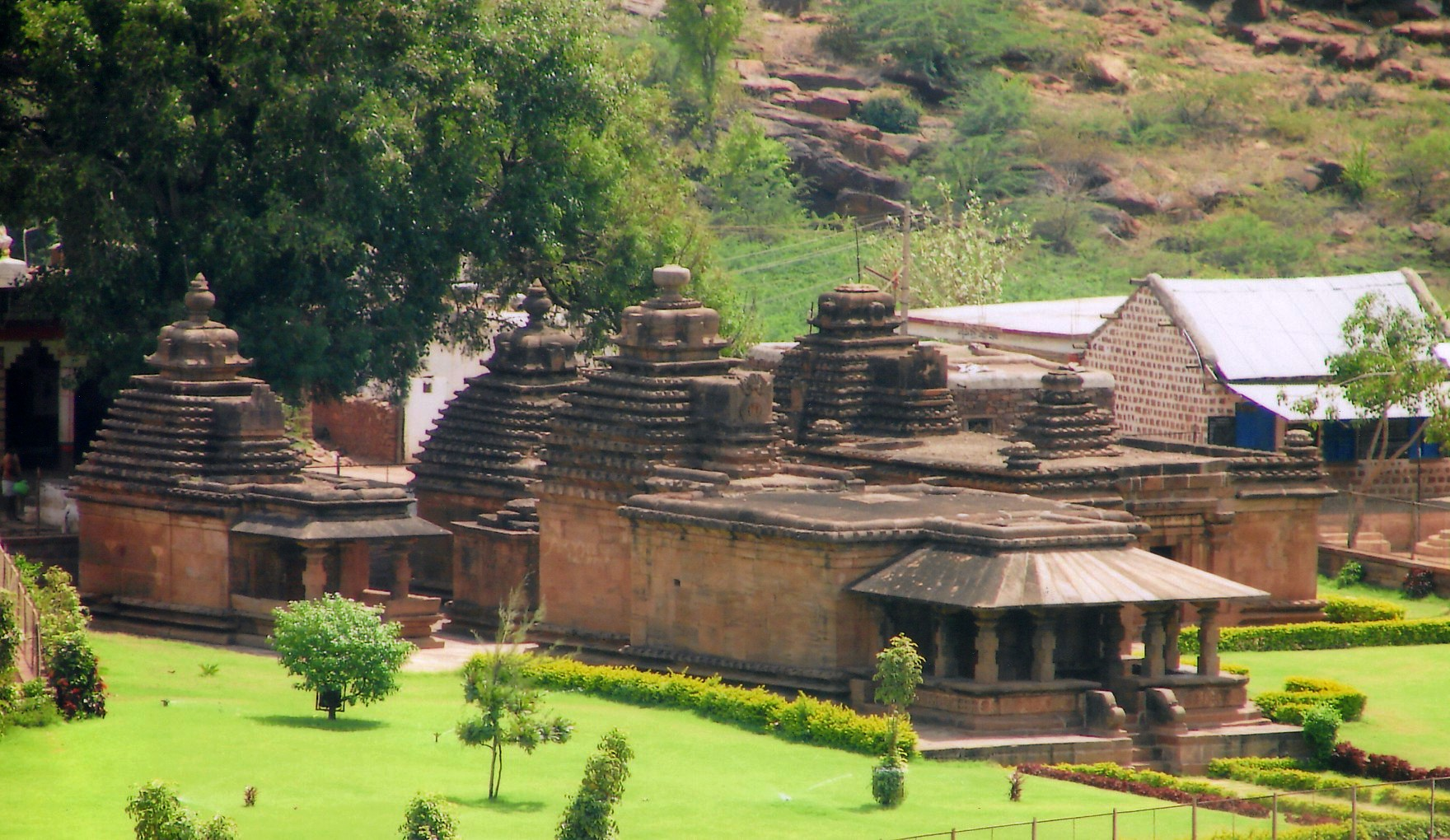
El grupo de templos Mallikarjuna, en Badami en el distrito de Bagalkot de Karnataka.

La sucesión al trono entre los chalukyas occidentales se hacía de padres a hijos varones; el poder pasaba al hermano del rey si este carecía de heredero varón. La administración estaba muy descentralizada y los vasallos como los alupas, hoysalas, kakatiya, seunas, los kalachuris meridionales y otros gozaban de una amplia autonomía para gobernar sus territorios, con tal de que pagasen un tributo anual al emperador chalukya. Las inscripciones descubiertas mencionan títulos como el de Mahapradhana (ministro principal), Sandhivigrahika, y Dharmadhikari (juez principal). Algunos cargos como el de Tadeyadandanayaka (jefe del ejército de reserva) eran muy especializados, pero todos los títulos ministeriales incluían la función de Dandanayaka (comandante), lo que demuestra que los miembros del gabinete tenían instrucción militar además de administrativa.
El reino se dividía en provincias con nombres como Banavasi-12000, Nolambavadi-32000, Gangavadi-96000, que incluían el número de pueblos que la formaban. Las provincias se subdividían en otras más pequeñas, que contenían un número menor de pueblos, como Belavola-300. La jerarquía administrativa consistía en provincias grandes (mandala), divididas en nadu, que a su vez se componían de kampanas (grupos de pueblos) y estos de bada (pueblos). El gobierno de un mandala se otorgaba a un miembro de la familia real, un vasallo fiel o un funcionario principal. Tailapa II fue precisamente gobernador de la provincia de Tardavadi provincia durante el periodo rashtrakuta. Los gobernadores podían pasar de un mandala a otro. Por ejemplo, se sabe que un funcionario llamado Bammanayya administraba Banavasi-12000 durante el reinado de Someshvara III y luego pasó a gestionar Halasige-12000. Las mujeres de la familia real también administraban nadus y kampanas. Los jefes del ejército llevaban el título de mMahamandaleshwaras y los que tenían mando sobre un nadu, el de nadugouvnda.
Los chalukyas occidentales acuñaron «pagodas de oro» con inscripciones en canarés y devanagari; estas eran monedas grandes y delgadas de oro, con varios motivos impresos en el anverso. Entre los motivos más habituales estaban el león estilizado(Sri en canarés), la punta de lanza, el título del rey y el loto. Los textos inscritos en las monedas varían de unos reyes a otros: en las de Jayasimha aparece Sri Jaya; en las de Someshvara I, Sri Tre lo ka malla; en las de Someshvara II, Bhuvaneka malla; en las de Lakshmideva, Sri Lasha; y en las de Jagadhekamalla II, Sri Jagade. Los alupas, vasallos de los chalukyas, acuñaron monedas con el texto en el canarés y devanagari Sri Pandya Dhanamjaya. Las principales cecas (tankhashaley) se encontraban en Lakkundi en el distrito de Gadag y en Sudi, en el de Dharwad. Las monedas de oro de mayor peso eran, por orden: la gadyanaka, de 96 granos; la dramma, de 65 granos; la kalanju, de 48; la kasu, de 15; la manjadi, de 2,5; la akkam, de 1,25; y la pana, de 9,6.

## Economía

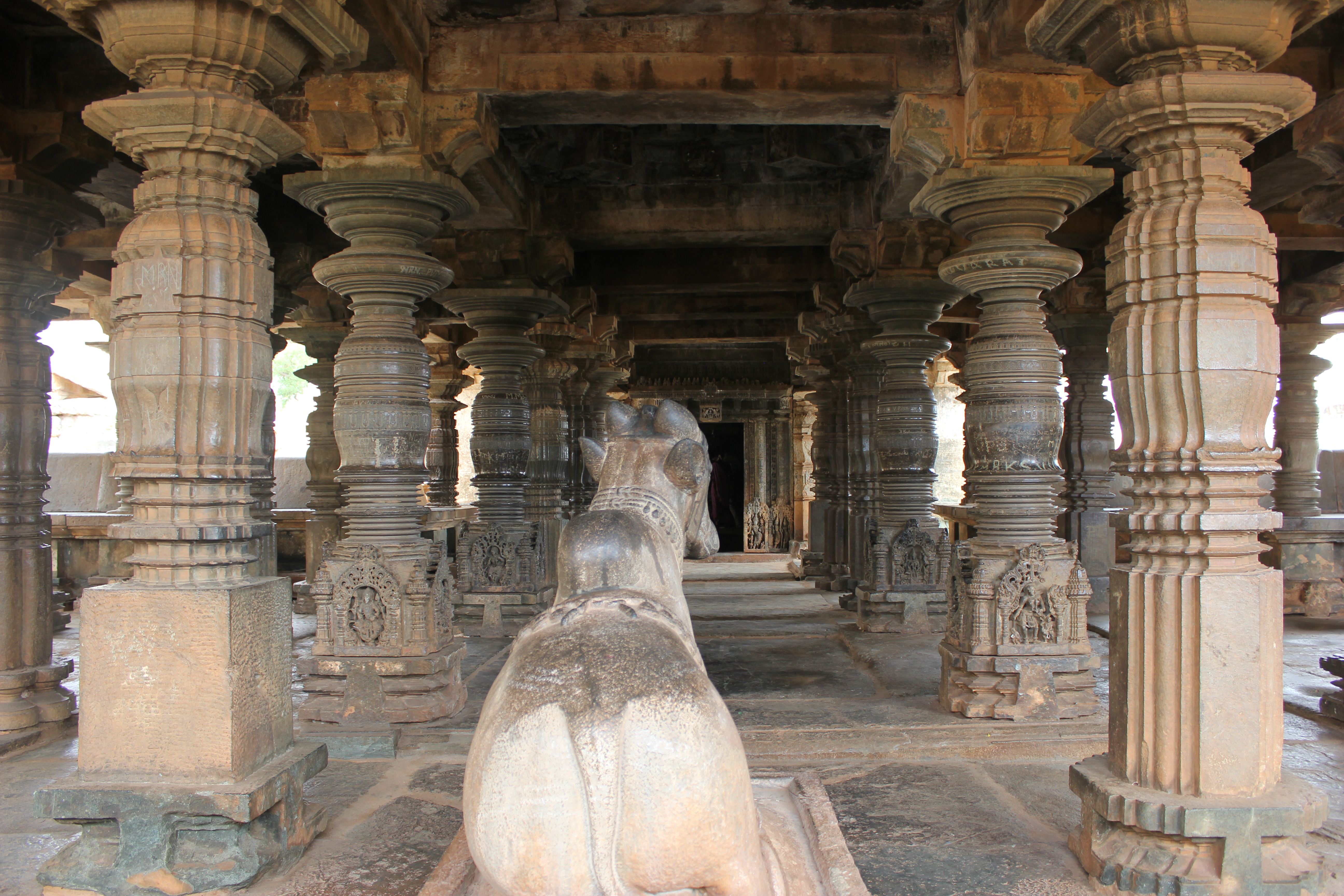
Mantapa ricamente decorado del templo de Kalleshvara (987) de Bagali, en el distrito de Davanagere.

La principal fuente de ingresos para el imperio era la agricultura: se tributaba tanto por la tierra y como por las cosechas. La mayoría de la población vivía en pueblos y trabajaba en cultivar los productos básicos: el arroz, las legumbre y el algodón en las zonas secas y la caña de azúcar en las que contaban con lluvias suficientes para el cultivo; los principales cultivos para la venta comercial eran la areca y el betel. Las condiciones de vida de los peones que trabajaban la tierra debe de haber sido soportable ya que no hay registros de rebeliones de los jornaleros contra los terratenientes. Si los campesinos se sentían descontentos, la costumbre era trasladarse en grupo lejos de la jurisdicción del gobernador que lo causaba, lo que privaba a este de los ingresos del trabajo de los emigrados.
Se gravaban tanto las minas como los productos forestales, y el Estado obtenía ingresos añadidos de los peajes por el uso de las instalaciones de transporte. Se cobraban también aranceles, tasas por licencias profesionales y multas judiciales. Se tributaba asimismo por los caballos y la sal y por otras mercancías como el oro, las telas y los perfumes, y también por los productos agrícolas como la pimienta negra, las especias, las hojas de betel, las de palma, los cocos y el azúcar. La gradación de los impuestos por la tierra se basaba en catastros en los que se registraban la calidad de tierra y el tipo de cosecha. Los registros chalukyas distinguen al menos cinco tipos de tierra, cada uno con una carga tributaria diferente: las tierras negras, las rojas, los humedales, la de secano y los baldíos.
La figura clave, según las inscripciones, en las zonas rurales era el gavunda (funcionario) o gouda.  Existían dos tipos, pertenecientes a dos estratos económicos distintos: el praja gavunda (gavunda popular) y el prabhu gavunda (señor de gavundas). Estos funcionarios representaban al pueblo ante los gobernantes y al mismo tiempo realizaban tareas administrativas, como el cobro de impuestos y la leva de reclutas. En las inscripciones se los menciona en relación con diferentes tareas: la gestión de transacciones de terrenos, el mantenimiento de los sistemas de riego, la recaudación de impuestos en los pueblos y las labores administrativas de las juntas de los pueblos.
La formación de empresas se generalizó durante el siglo XI. Casi todas las artes y los oficios se organizaron en gremios y su trabajo se realizaba en corporaciones; los registros no mencionan artistas, escultores o artesanos individuales. Solo en las regiones gobernadas por los hoysalas aparecen los nombres de escultores individuales grabados en sus obras. Los mercaderes se organizaron en poderosos gremios independientes de la política, lo que les permitía quedar apartados de los efectos de las guerras y revoluciones. Su única amenaza era la posibilidad los bandidos robasen sus mercancías, asaltando barcos y caravanas cuando estas viajaban a tierras lejanas. Entre los principales gremios de mercaderes del sur de la India estaban: manigramam, nagarattar y anjuvannam. Los gremios locales se llamaban nagaram; los nanadesis  eran comerciantes de reinos vecinos. El más opulento e influyente de todos gremios de mercaderes indios del sur era el llamado ainnurruvar, conocido también como los «quinientos svamis de Ayyavolepura» (brahmanes y mahajanas del moderno Aihole), que realizaban abundantes operaciones comerciales, tanto en tierra como en el mar, acaparando gran parte del comercio exterior del imperio. Extremadamente celosos de sus estatutos (los vira bananjudharma o ley de los mercaderes nobles), a menudo encargaban inscripciones (prasasti) para celebrar sus principales operaciones comerciales. Se han encontrado quinientas prasasti con la bandera y el símbolo de la asociación, el toro, prueba del orgullo del gremio por sus actividades.
Los comerciantes ricos contribuían notablemente a la hacienda real mediante el pago de aranceles de importación y exportación. Los edictos de los svamis de Aihole mencionan relaciones comerciales con varios reinos extranjeros: Chera, Pandya, Maleya (Malasia), Magadha, Kosala, Saurashtra, Kurumba, Kambhoja (Camboya), Lata (Gujarat), Parasa (Persia) y Nepal. Los mercaderes chalukyas viajaban tanto por tierra como por mar para vender principalmente piedras preciosas, especias y perfumes, y otras mercancías características de la región, como el alcanfor. El boyante comercio de piedras preciosas se centraba en la venta de diamantes, lapislázuli, ónix, topacioa, carbuncos y esmeraldas. Las especias más vendidas eran el cardamomo, el azafrán, y el clavo; entre los perfumes destacaba los basados en el sándalo, el bdellium, el almizcle, la civeta y la rosa. Estos productos se vendían tanto al por mayor como al por menor, en las calles de las ciudades. Los chalukyas occidentales controlaban la mayoría de la costa occidental de la India meridional y en el siglo X habían establecido lazos comerciales con la dinastía Tang de China, los imperios del Sudeste Asiático y el Califato abasí de Bagdad; en el siglo XII las flotas chinas acudían a menudo a los puertos indios. Los productos que se exportaban a la China de la dinastía Song eran principalmente telas, especias, plantas medicinales, joyas, marfil, cuerno de rinoceronte, ébano y alcanfor. Los mismos productos también se enviaban a los puertos del oeste como Dhofar y Adén. Estos productos acababan en Persia, Arabia y Egipto. El próspero puerto de Siraf, en la costa oriental del golfo pérsico, era un centro comercial importante en al que acudían mercaderes de distintas naciones, entre ellas el Imperio chalukya, a los que se ofrecían fiestas cuando lo visitaban. Un síntoma de la importancia de los comerciantes indios en Siraf proviene de los registros, que mencionan los platos que se les reservaban para los banquetes. Otros productos que recibía Siraf desde el imperio eran la madera de aloe, los perfumes, el sándalo y los condimentos. La importación más cara que realizaba la India meridinal eran los caballos árabes, mercancía que acaparaban los mercaderes árabes y los brahmanes locales. El viajero Marco Polo, en el siglo XIII, observó que la cría de los caballos nunca floreció en la India debido al clima, el tipo de tierra y de pastos.

## Cultura

### Religión

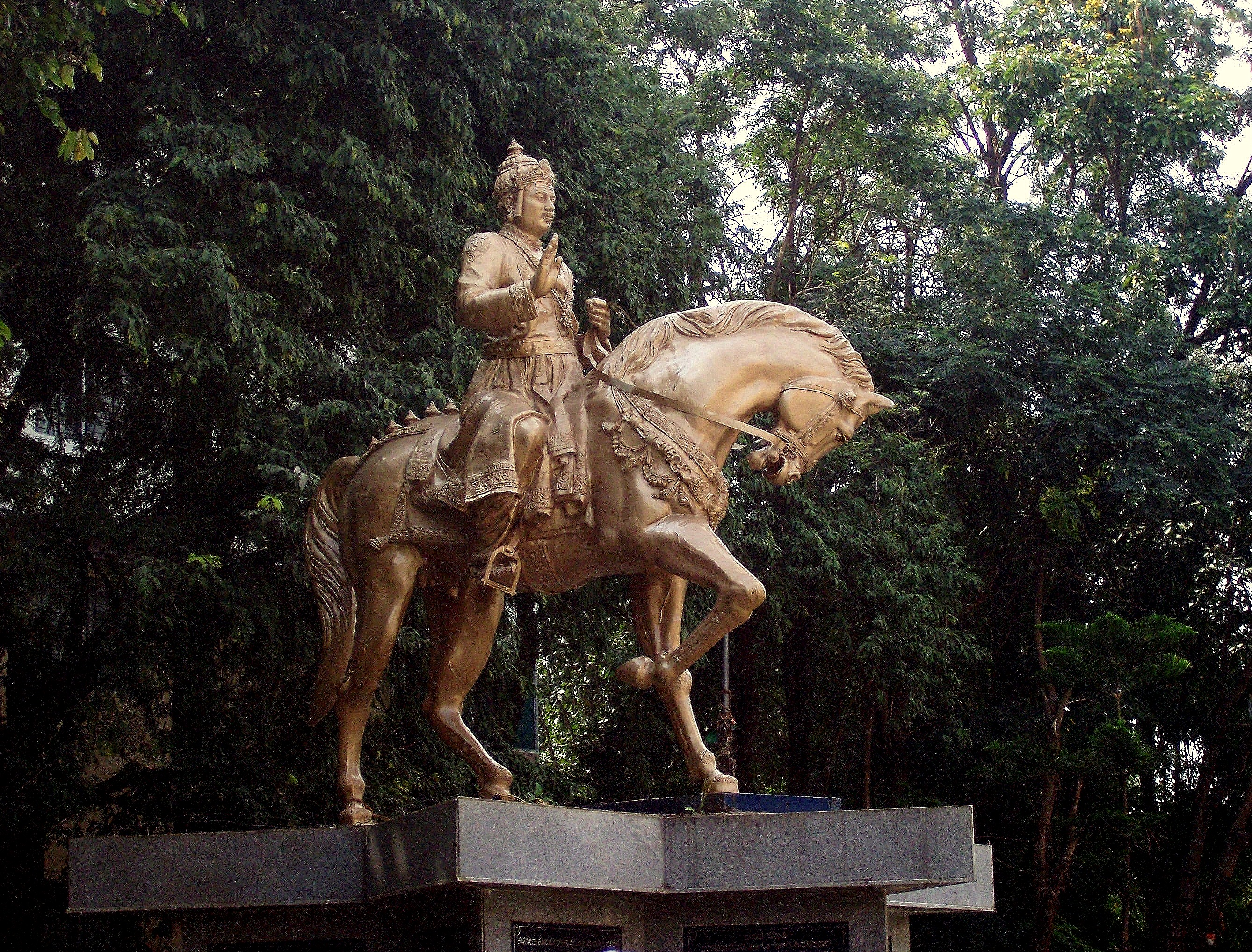
Estatua de Basavanna.

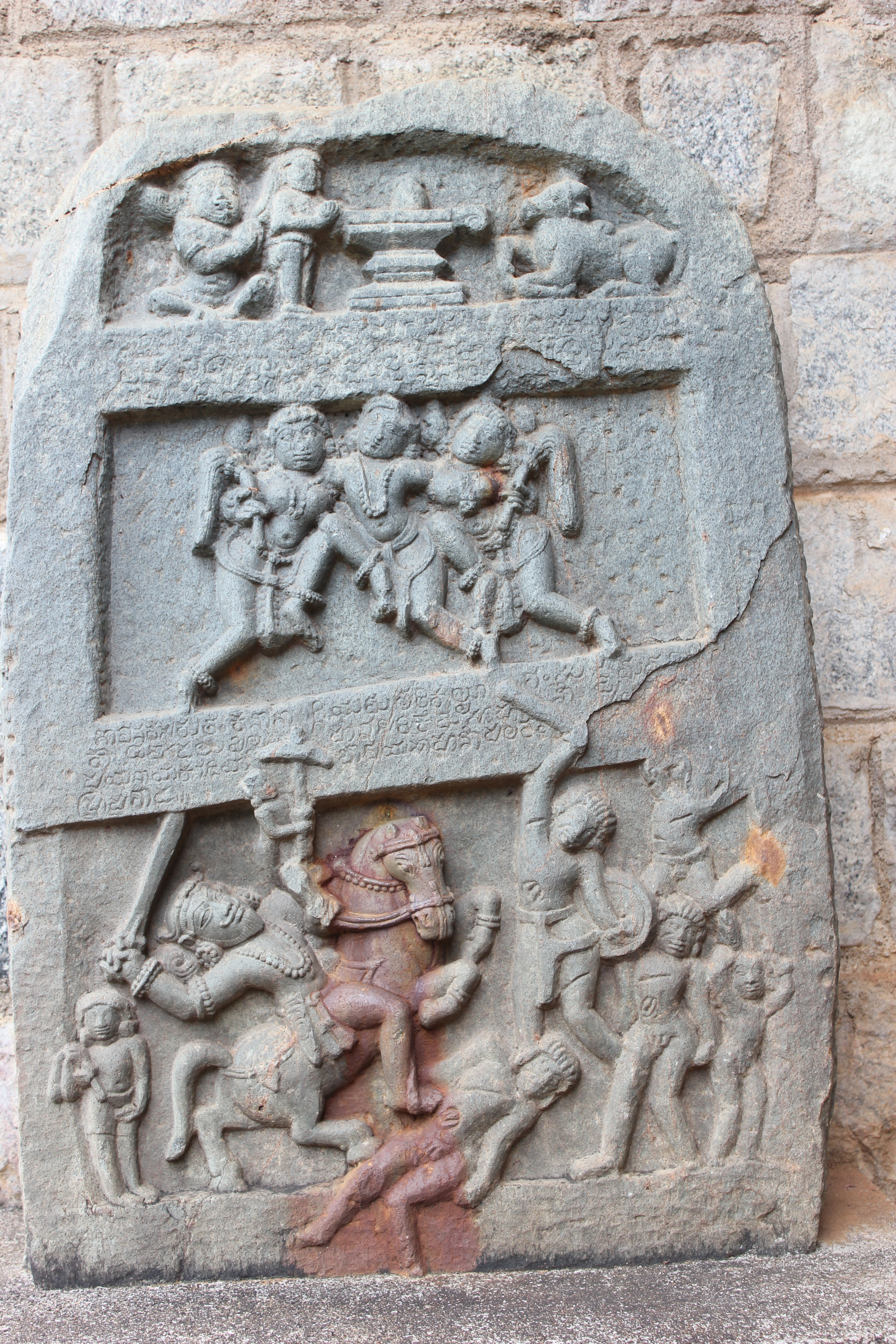
«Piedra de héroes» con inscripción en canarés antiguo (1115) del reinado de Vikarmaditya VI, que se halla en el templo de Kedareshvara en Balligavi.

La conquista del Imperio rashtrakuta por los chalukyas occidentales en el siglo X, que coincidió con la derrota de la dinastía ganga occidental por el Cholas en Gangavadi, fue un revés para el jainismo. El crecimiento del virashaivismo en el territorio chalukya y del hinduismo vaishnava en la región de Hoysala fue contemporáneo de un desinterés cada vez mayor en el jainismo, a pesar de que los diversos reinos siguieron manteniendo la tolerancia religiosa. Se mantuvo la protección real a dos lugares de culto jainista en la región de Hoysala: Shravanabelagola y Kambadahalli. La decadencia del budismo en la India meridional había empezado en el siglo VIII debido a la expansión de la filosofía advaita de Adi Shankara Advaita. Los  únicos lugares de culto budista que quedaban en tiempo de los chalukyas occidentales eran Dambal y Balligavi. No hay menciones de conflictos religiosos en los escritos e inscripciones de la época, por lo que se supone que la transición religiosa fue pacífica.
A pesar de que el origen de la fe predicada por Virashaiva no es claro, el movimiento creció gracias su asociación con Basavanna en el siglo XII. Basavanna y otros santos Virashaiva predicaban una fe sin sistema de castas. En sus vachanas (una forma de poesía), Basavanna se dirigía a las masas en canarés sencillo y escribió que «el trabajo es adoración» (Kayakave Kailasa). Llamados también Lingayats (adoradores de lingas, el símbolo universal de Shiva), estos virashaivas cuestionaban muchas de las normas sociales como la creencia en los rituales y la teoría de la reencarnación, apoyaban el matrimonio de las viudas y el de las solteras maduras. Aunque esto dio mayor libertad social a las mujeres, no se las llegó a admitir en el sacerdocio. Ramanujacharya, que presidía la comunidad del monasterio vaishnava de Srirangam, viajó al territorio hoysala y predicó el método de la devoción (bhakti marga). Más tarde escribió el Sribhashya, un comentario del Brahma-sutra Badarayana, una crítica de la filosofía advaita de Adi Shankara. Como consecuencia de la estancia de Ramanujacharya en Melkote, el rey hoysala Vishnuvardhana se convirtió al vaishnavismo, fe que mantuvieron sus sucesores.
Todos estos cambios religiosos tuvieron importantes repercusiones en la cultura, literatura y arquitectura de la India meridional. En los siglos siguientes, aparecieron destacadas obras de metafísica y poesía basadas en las enseñanzas de los filósofos de esta época. Akka Mahadevi, Allama Prabhu y otros muchos seguidores de Basavanna, incluyendo a Chenna Basava, Prabhudeva, Siddharama, y Kondaguli Kesiraja, compusieron los centenares de poemas llamados vachanas en honor a Shiva. Los ilustres estudioso de la corte hoysala, Harihara y Raghavanka eran virashaivas. Esta tradición continuó durante el Imperio vijayanagara con famosas figuras como Singiraja, Mallanarya, Lakkana Dandesa y otros escritores prolíficos de obras virashaivas. Las dinastías Saluva, Tuluva y Aravidu del Imperio vijayanagara era seguidores del vaishnavismo y aún se conserva un templo vaishnava con una imagen de Ramanujacharya en la región de Vitthalapura en Vijayanagara. Los estudiosos del posterior Reino de Mysore escribieron también obras vaishnavistas ensalzando las enseñanzas de Ramanujacharya. El rey Vishnuvardhana construyó muchos templos después de su conversión del jainismo al vaishnavismo.

### Sociedad

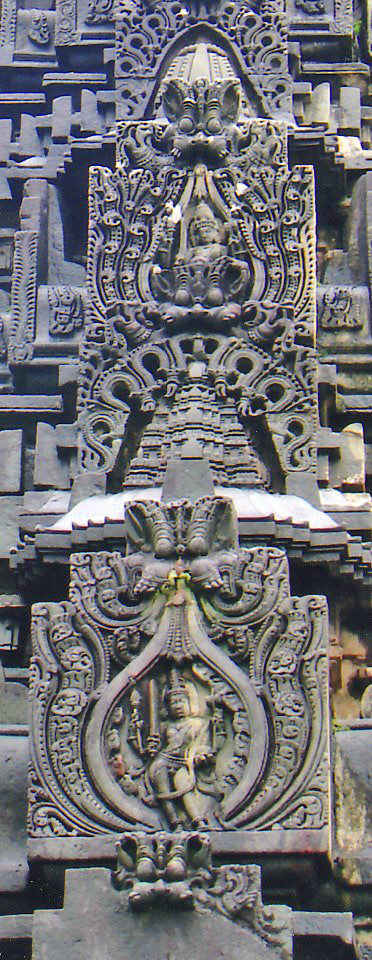
Relieve Kirtimukha del templo Kedareswara en Balligavi, en el distrito de Shimoga.

El surgimiento del veerashaivaismo fue revolucionario y amenazaba al extendido sistema de castas hindú, que contaba con el apoyo real. La participación de las mujeres en la sociedad variaba en función de su estado económico y nivel de educación durante este periodo relativamente liberal. Las mujeres de la realeza y de las familias urbanas pudientes eran las que gozaban de una mayor libertad. Los registros mencionan la participación de mujeres en las bellas artes, como la reina chalukya Chandala Devi y la reina kalachuri Sovala Devi, expertas en música y danza. Entre las obras de treinta poetisas vachana, se encuentran las de la famosa mística virashaiva Akka Mahadevi, conocida por su devoción por el movimiento bhakti. Los registros contemporáneos indican que algunas mujeres de la realeza participaron en asuntos administrativos y bélicos, como la princesa Akkadevi, (hermana del rey Jayasimha II) que se enfrentó y venció a algunos vasallos rebeldes. Las inscripciones hacen hincapié en la aceptación social de la viudez; aunque el satí (una costumbre por la que la viuda se lanzaba a la pira funeraria de su marido para suicidarse) existía, tenía carácter voluntario. Existían los suicidios rituales para conseguir la salvación: entre los jainitas predominaba el ayuno hasta la muerte (salekana), mientras que otros grupos preferían lanzarse sobre estacas (shoolabrahma) o internarse en el fuego durante los eclipses.
Con un sistema social de castas palmario, en el Imperio los brahmanes gozaban de una posición privilegiada por sus conocimientos y por ser los jueces de los pueblos. La mayoría de los brahmanes se dedicaban a labores relacionadas con la religión y el saber, aunque unos pocos destacaron en carreras militares. Los protegían tanto los reyes como los nobles, que les animaban a instalarse en determinados pueblos y ciudades mediante la concesión de tierras y casas. El reino entendía que atraer a estos cultos brahmanes le favorecía, ya que se los consideraba indiferentes a la riqueza y el poder y se creía que sus conocimientos eran un instrumento útil para inculcar disciplina y conductas éticas en la comunidad. También participaban en la resolución de los problemas de los pueblos como árbitros neutrales en las disputas (panchayat).
En cuanto a los hábitos alimenticios, los brahmanes, jainitas, budistas y shaivas era estrictamente vegetarianos, mientras que otras comunidades religiosas sí que comían carne. En los mercados se vendía tanto carne de animales domesticados como cabras, ovejas, cerdos y gallinas como otras más exóticas como la de perdiz, liebre y jabalí.
Los espectáculos de interior más habituales eran la lucha (kusti) y las peleas de animales —de gallos o de carneros— y las apuestas. Las carreras de caballos eran también un entretenimiento habitual. Los festivales y las ferias eran además frecuentes y a menudo contaban con la actuación de grupos ambulantes de acróbatas, bailarines, actores y músicos.
Las escuelas y los hospitales, que aparecen mencionados en los registros, se erigían cerca de los templos. Los mercados servían de lugar de reunión donde las personas se reunían para tratar los asuntos de la comunidad. Existían coros, cuya función principal era cantar himnos y que cuyos costes sufragaban los templos. Se enseñaba a jóvenes varones a cantar en los coros en escuelas que dependían de monasterios de las distintas religiones: los matha hindúes, los palli jainitas y los vihara budistas. Estos centros proveían además instrucción avanzada en religión y moral y gozaban de bibliotecas bien provistas. (Saraswati Bhandara). La educación se realizaba tanto en la lengua local como en sánscrito. Las escuelas de nivel superior se denominaban brahmapuri, ghatika o agrahara. La enseñanza en sánscrito era casi un monopolio de los brahmanes, que recibían asignaciones reales para desempeñar sus tareas. Según las inscripciones, el número de alumnos variaba entre los cuatro y los dieciocho. Las cuatro materias que más interesaba a los alumnos eran la economía (vartta), la ciencia política (dandaniti), los veda (trayi) y la filosofía (anvikshiki), de las que ya tratan los Artha-shastra de Chanakia.

### Literatura

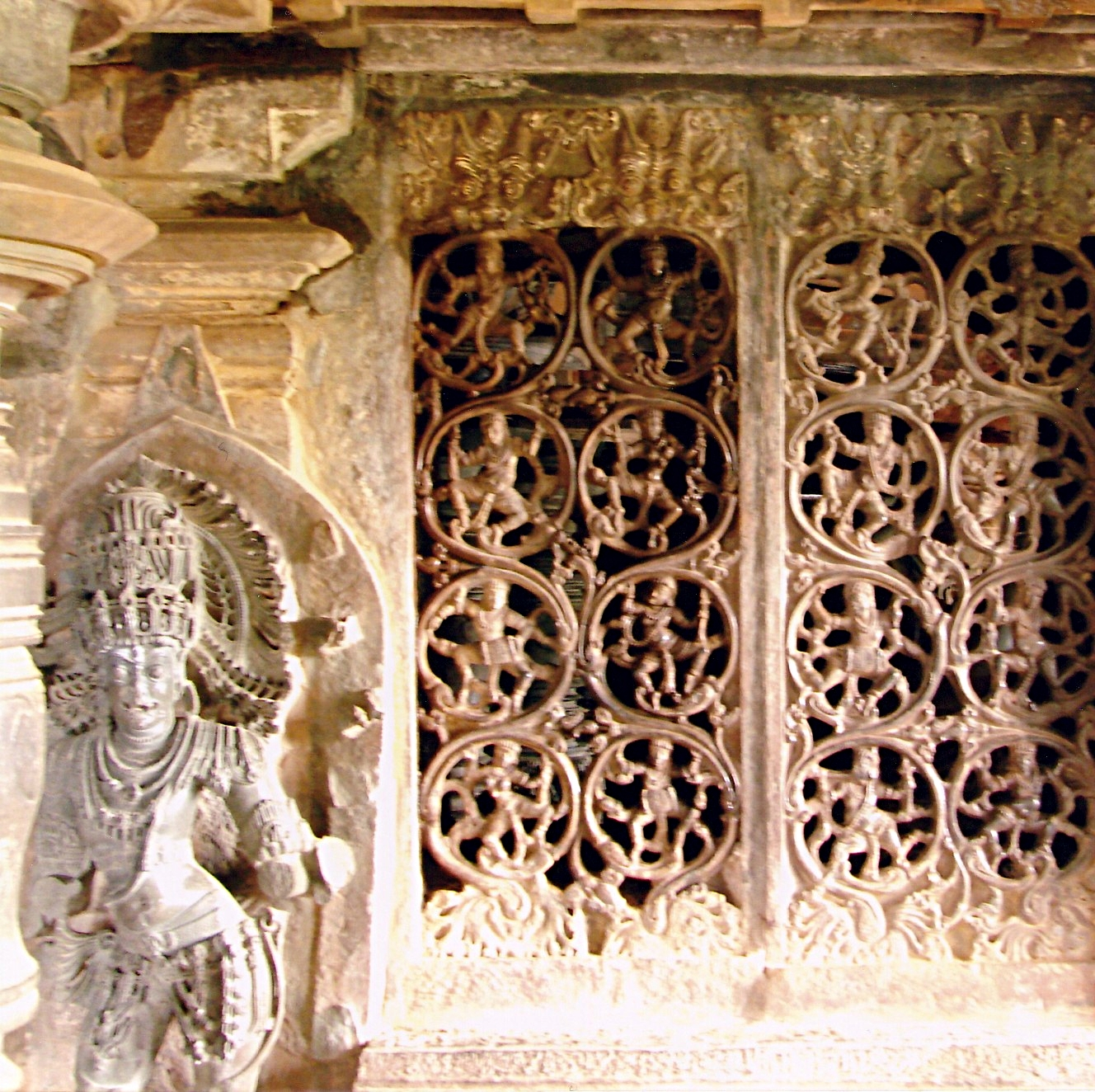
Celosía del templo de en Tripurantkesvara, en Balligavi, en el distrito de Shimoga.

En el periodo de los chalukyas occidentales hubo un notable desarrollo de la literatura en el idioma local, el canarés, y en sánscrito. En una época de esplendor de la literatura canarés, los estudiosos jainitas escribían sobre la vida de los tirthankaras y los poetas virashaivas expresaban su devoción a Dios mediante poemas breves llamados vachanas. Se conocen casi trescientos vachanakaras (escritores de vachanas), de los que treinta eran mujeres. Las primeras obras de los escritores brahmanes trataban sobre las narraciones épicas, el Ramayana, el Majabhárata, el Bhagavata, los Puranas y los Vedas. En la literatura secular, aparecieron las primeras obras sobre temas románicos, eróticos, enciclopédicos y sobre medicina, léxico, matemáticas y astrología.
Los estudios más notables del canarés fueron Ranna, el gramático Nagavarma II, el ministro Durgasimha y el santón virashaiva y reformista social Basavanna. Ranna, protegido de los reyes Tailapa II y Satyashraya es una de las «tres joyas de la literatura canarés». El rey Tailapa II lo nombró «emperador de los poetas» (Kavi Chakravathi) se le conocen cinco obras relevantes. De estas, la Saahasabheema Vijayam (o Gada yuddha) de 982, escrita en estilo champu es una alabanza de su mecenas el rey Satyashraya, a quien compara con Bhima por su valor y hazañas y narra el duelo de garrotes entre este y Duryodhana el decimoctavo día de la guerra de Kurukshetra. El Ajitha purana lo escribió en 993 y en él cuenta la vida del segundo tirthankara, Ajitanatha.
Nagavarma II, poeta predilecto (Katakacharya) del rey Jagadhekamalla II contribuyó en diversos aspectos a la literatura en canarés. Sus obras de poesía, prosodia, gramática y vocabulario son de referencia y de reconocida importancia para el estudio del idioma. Entre ellas destacan la Kavyavalokana en poesía, la Karnataka-Bhashabhushana en gramática y la Vastukosa en léxico (con traducciones en canarés de palabras sánscritas). También se escribieron en este periodo histórico varias obras sobre medicina. Entre ellas destaca la  Karnataka Kalyana Karaka de Jagaddala Somanatha.
En esta época surgió una forma única y particular de literatura poética en canarés llamada «vachana». Las vachanas consistían en escritos de místicos que expresaban su devoción a Dios en poemas sencillos que la población en general podía apreciar. Los más famosos escritores te este tipo de obras fueron Basavanna, Akka Mahadevi, Allama Prabhu, Channabasavanna y Siddharama.
En sánscrito, el famoso poema (Mahakavya) en dieciocho cantos llamado Vikramankadeva Charita escrito por el poeta cachemir Bilhana narra en estilo épico la vida y hazañas de su mecenas el rey Vikramaditya VI. La obra cuenta el ascenso de este al trono chalukya tras derrocar a su hermano mayor Someshvara II. El ilustre matemático indio Bhāskara II (nacido en torno al 1114) trabajó durante este periodo. Él mismo cuenta en su famoso Siddhanta Siromani (escrito hacia 1150, y que incluye el Lilavati y Bijaganita sobre álgebra, Goladhaya sobre el globo celeste y Grahaganita sobre los planetas) que nació en Bijjada Bida (en el moderno Bijapur).
El Manasollasa o Abhilashitartha Chintamani fue una obra escrita por el rey Someshvara III (1129) destinada a toda la sociedad. Es un ejemplo de enciclopedia primitiva escrita en sánscrito que abarca numerosas materias como la medicina, la magia, la ciencia veterinaria, la tasación de piedras preciosas y perlas, la poliorcética, la pintura, la música, los juegos, las distracciones, etc.. El libro no clasifica las materias por importancia, pero sirve como indicación del estado del conocimiento de cada una de ellas en aquel tiempo. Someshwara III también escribió una biografía de su ilustre padre, Vikramaditya VI, llamada Vikraman-Kabhyudaya. La obra es una narración histórica en prosa que también incluye una descripción gráfica de la geografía física y social de Karnataka.
El estudioso en sánscrito, Vijnaneshwara ganó fama en la literatura jurídica gracias a su Mitakshara, en tiempos del rey Vikramaditya VI. Se trata quizás del trabajo más reconocido en esta materia; el Mitakshara es un tratado legal que glosa el Yajnavalkya, se basa en obras anteriores y ha tenido gran aceptación en muchas zonas de la India moderna. Un británico llamado Colebrooke tradujo al inglés la parte que versa sobre las herencias, lo que hizo que se emplease en el sistema judicial de la India británica. Algunas obras literarias destacadas de este periodo sobre música y instrumentos musicales fueron: Sangita Chudamani, Sangita Samayasara y Sangita Ratnakara.

### Arquitectura

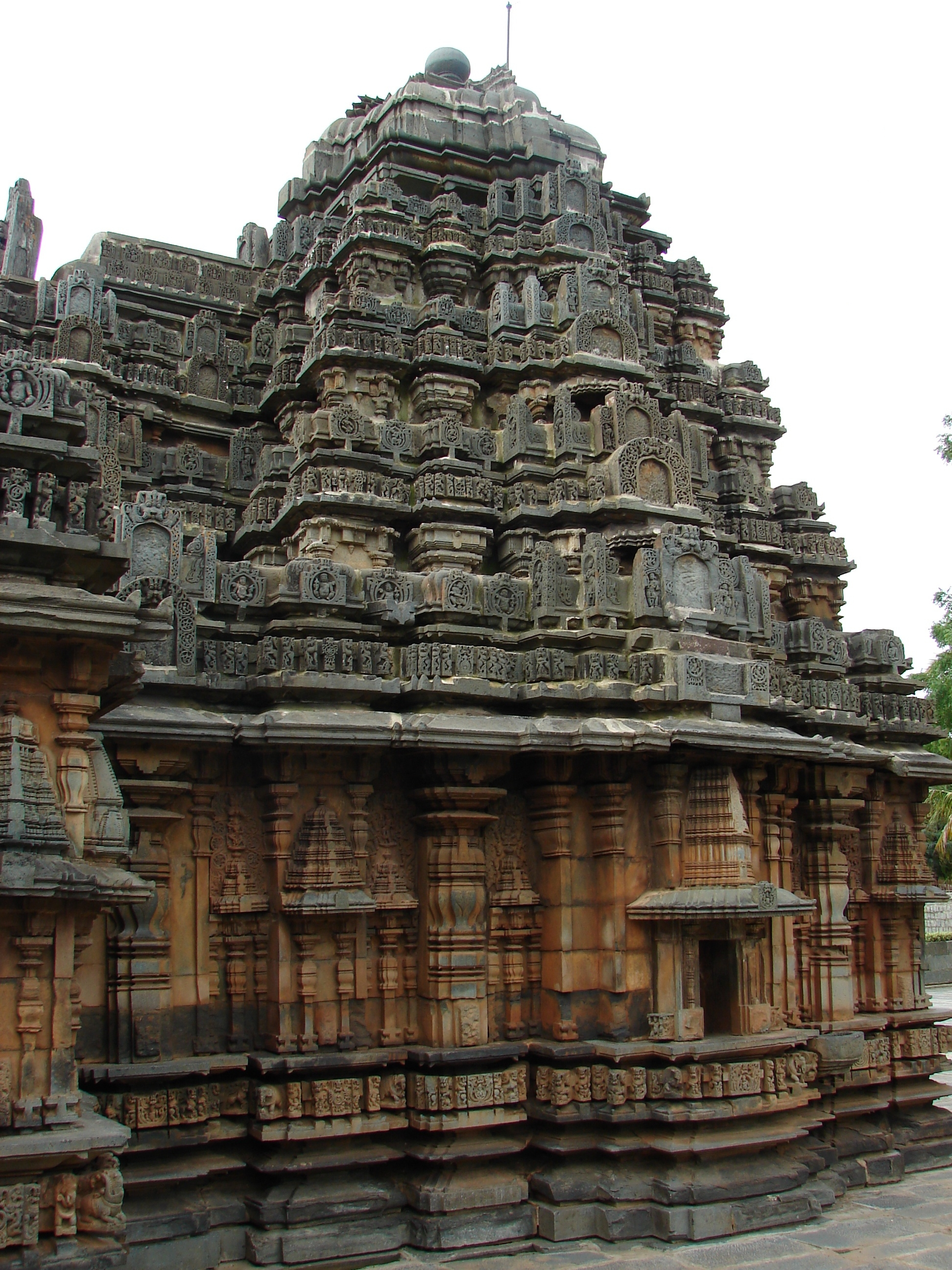
Típico vimana drávida de los chalukyas occidentales del templo Siddesvara en Haveri, Karnataka.

El periodo de los chalukyas occidentales fue importante en el desarrollo de la arquitectura del Decán. El estilo que predominó fue uno intermedio entre el de los chalukyas de Badami del siglo VIII y la arquitectura hoysala que se extendió en la región en el siglo XIII. El estilo artístico de los chalukyas occidentales se llama a veces «estilo Gadag», por los numerosos templos profusamente decorados que construyeron en la región entre los ríos Tungabhadra y Krishna que pertenece al moderno distrito de Gadag, en Karnataka. La construcción de templos alcanzó su esplendor y el estilo su madurez en el siglo XII, cuando se edficaron más de cien templos por todo el Decán, aunque más de la mitad se concentran en la Karnataka central. Además de los templos, la arquitectura de la dinastía es famosa por los pozos con escalinatas (pushkarni) que servían para realizar baños rituales; varios de ellos aún se conservan en buen estado en Lakkundi. Algunos estados posteriores, como el de los hoysalas y el Imperio vijayanagara, copiaron este tipo de construcción.

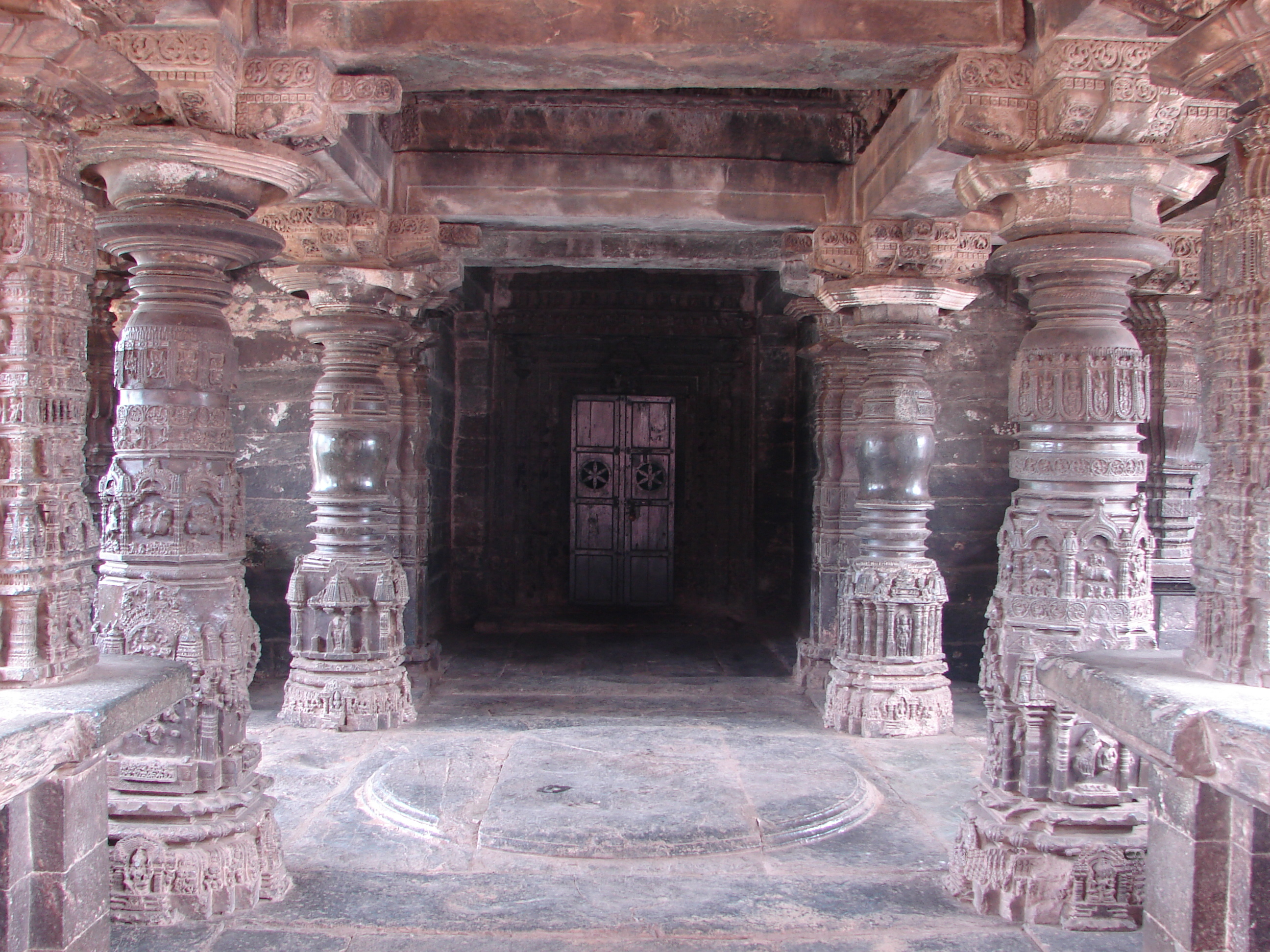
Columnas decoradas del templo de Saraswati, en la ciudad de Gadag, Karnataka.

Los principales ejemplos de arquitectura chalukya tardía son: el templo de Kasivisvesvara en Lakkundi (en el distrito de Gadag), el templo de Dodda Basappa en Dambal (también en Gadag), el templo de Mallikarjuna en Kuruvatti (en el distrito de Bellary), el templo de Kallesvara en Bagali (en el distrito de Davanagere), el de Siddhesvaraemplo en Haveri (en el distrito homónimo), el templo de Amrtesvara en Annigeri (en el distrito de Dharwad), el de Mahadeva en Itagi (en el distrito de Koppal), el Kaitabheshvara en Kubatur, y el Kedareshvara en Balligavi. El templo de Mahadeva del siglo XII destaca por sus esculturas; el gusto por la decoración recargada se refleja en las intrincadas tallas de paredes, pilares y las torres. Una inscripción exterior lo describe como el «emperador de los templos» (devalaya chakravarti) e indica que lo mandó construir Mahadeva, un comandante del ejército del rey Vikramaditya VI. El templo de Kedareswara (1060) de Balligavi es un ejemplo de transición entre los estilos chalukya y hoysala. Los chalukyas occidentales construyeron templos en Badami y Aihole a principios de su época edificadora; entre estos destacan el templo de Mallikarjuna, el de Yellamma y el conjunto de Bhutanatha.
La vimana de los templos (la torre sobre el santuario) es de un tipo intermedio entre el escalonado sencillo de los primeros chalukyas y el recargado de los hoysalas. A los arquitectos de los chalukyas occidentales se deben las columnas torneadas y uso de esteatita como material tanto de construcción como para las esculturas, algo muy habitual en los posteriores templos hoysalas. Emplearon además profusamente las Kirtimukha (caras de demonios) en las esculturas, como elemento decorativo. Algunos arquitectos famosos del reino hoysala eran de origen chalukya y provenían de lugares como Balligavi. La decoración de los muros y el tipo de escultura eran típicamente dravídicos. Este estilo se llama en ocasiones dravídico kárnata, uno de los más destacados de la tradición arquitectónica india.

### Lengua
La lengua local, el canarés, fue la que se utilizó en la mayoría de las inscripciones y epígrafes de los chalukya occidentales. Algunos historiadores afirman que el noventa por ciento de las inscripciones se hicieron en canarés, mientras que para el resto se empleó el sánscrito. La mayor parte de las inscripciones en canarés anteriores al siglo XII se deben al rey Vikramaditya VI, muchas de las cuales han sido descifradas y traducidas por los historiadores del Archaeological Survey of India (la Agencia Arqueológica de la India). Las inscripciones se realizaban sobre todo en piedra (shilashasana) o en placas de cobre (tamarashasana). Durante este periodo se produjo el florecimiento del canarés como lengua literaria y poética, proceso que prosperó en parte gracias al movimiento religioso de los virashaivas (llamado lingayatismo), que expresaba su devoción a dios mediante poemas sencillos llamados vachanas. En la Administración, el idioma de la región se empleaba para registrar datos relativos a las concesiones de tierras, como ubicaciones de parcelas y derechos sobre ellas. En las inscripciones bilingües, la parte en la que aparece el título, genealogía, origen mítico del rey correspondiente y las bendiciones se escribía generalmente en sánscrito. Por el contrario, el canarés se utilizaba para la parte en la que se estipulaban las condiciones que regían la concesión de la tierra, como sus lindes, la participación de las autoridades locales, los derechos y deberes del receptor, los impuestos y gabelas, y los testigos del acto. El uso del idioma local aseguraba que el contenido del epígrafe lo entendían claramente y sin ambigüedad los habitantes del lugar.
Además de los epígrafes, se escribieron también crónicas llamadas vamshavalis, que recogían detalles históricos sobre las dinastías. Los escritos en sánscrito incluían obras de poesía, gramática, léxico, retórica, comentarios de obras anteriores, ficción en prosa y teatro. En canarés, se extendieron las obras sobre temas laicos. Entre las obras más destacadas se encuentran el Chandombudhi, un tratado sobre poesía, y el Karnataka Kadambari, una historia de amor, ambos escritos por Nagavarma I; un diccionario, el Rannakanda de Ranna (993); un libro de medicina, el Karnataka-Kalyanakaraka de Jagaddala Somanatha; el primer libro de astrología, el Jatakatilaka de Sridharacharya (1049); una obra erótica, el Madanakatilaka de Chandraraja; y una enciclopedia, la Lokapakara de Chavundaraya II (1025).